# Dungeon Crawl Stone Soup
Dungeon Crawl Stone Soup, también abreviado como Dungeon Crawl, es un juego de código abierto de estilo roguelike, actualmente es desarrollado activamente por el equipo de desarrollo DCSS Devteam, que es el actual sucesor del juego Linley's Dungeon Crawl, que apareció en 1997, programado originalmente por Linley Henzell.
Dungeon Crawl Stone Soup obtuvo el primer puesto en una encuesta sobre juegos roguelike llevada a cabo en 2008 por primera vez, en la que participaron más de 500 juegos. Más tarde, quedó segundo en 2009, justo detrás de DoomRL.
Dungeon Crawl Stone Soup funciona bajo la licencia de código abierto GNU GPL.

## Juego
Dungeon Crawl Stone Soup es un juego estilo roguelike; es decir, es un juego de Rol que se juega por turnos, en mazmorras bidimensionales normalmente representadas con gráficos ASCII, o con interfaces que dan uso de iconos e imágenes para representar el juego. En el caso de Dungeon Crawl, es posible jugar a ambas versiones.
En Dungeon Crawl Stone Soup es posible crear un personaje, personalizarlo (nombre, raza, clase y religión) y guiarlo a través de una mazmorra, en la que, en cada partida se generan niveles diferentes, con ramificaciones y cada vez más profunda, llena de ítems y monstruos. El objetivo es conseguir, al menos, 3 de las 15 "runas de Zot", conseguir el Orbe de Zot (Orb of Zot), hallado en uno de los niveles más profundos del juego, y por supuesto escapar vivo.
El juego está pensado de forma que cada partida sea diferente, ofreciendo estrategias y tácticas con una dificultad balanceada; de ser rejugable, ya que las mazmorras se generan de formas diferentes en cada partida; de hacer el juego accesible y disfrutable sin necesitar de conocimientos avanzados de su mecánica interna; y de tener una interfaz fácil de usar con algunas acciones automatizadas como la auto exploración o buscar ítems vistos previamente en la partida. Los desarrolladores del juego también evitan la monotonía o repetitividad dando elecciones de juego donde cada alternativa es diferente y tiene sus propias ventajas y desventajas.

## Historia
Dungeon Crawl Stone Soup es en realidad una ramificación del Dungeon Crawl original, que empezó en el año 2006 por Greensnark y Eric Piper, y fue un intento de reanudar el desarrollo de Crawl, que había progresado muy lentamente durante años desde que Linley Henzell, creador del juego original Linley's Dungeon Crawl, se retiró del desarrollo del juego. En los últimos años han salido unos cuantos parches muy útiles que fueron implementando el juego, como el "Travel Patch", que usando el método implementado por Dijkstra en NetHack, permitía la auto-exploración en el juego. Estos parches se fueron compilando en el proyecto Stone Soup, que eventualmente apareció en SourceForge.
Stone Soup fue creciendo con una variedad de extensiones diferentes a lo largo del tiempo, que ayudaban al jugador y mejoraban la jugabilidad, como la forma de explorar ítems pudiendo dar uso del ratón, mejoras de interfaz y una versión con gráficos que era opcional pero ayuda mucho a principiantes o a quien quiera jugar simplemente de otra forma.
Los desarrolladores también recortaron algunos elementos del juego que consideraban superfluos, como algunas razas, y una escuela de magia. El equipo de desarrollo también expresó el deseo de mantener la duración del juego, y cuando se añadían nuevas áreas a la mazmorra, algunas partes viejas se acortaban o eliminaban para compensar.

## Versión gráfica

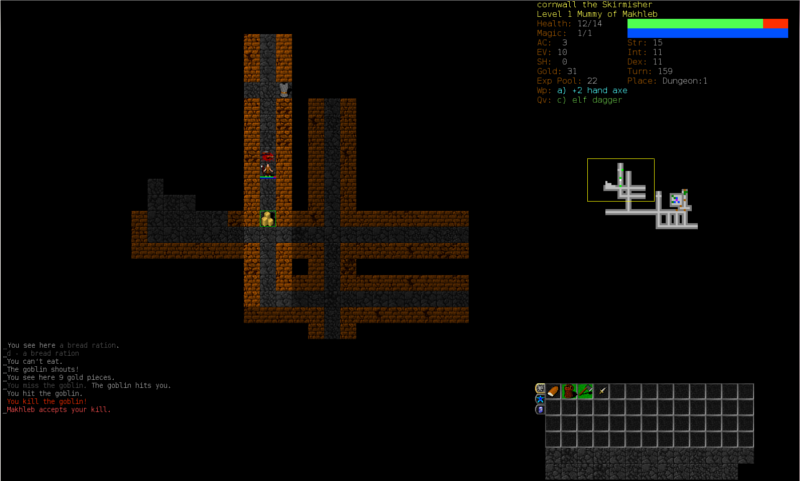
Versión gráfica

Una de las adiciones más notables en Dungeon Crawl Stone Soup es la de jugar a una versión con interfaz representada gráficamente con "baldosas" (tiles), es decir, todos los ítems, monstruos y el mapeado, representados por iconos del mismo tamaño entre ellos, al contrario que la versión ASCII, en la que la mayoría de juegos roguelike se juegan. Los principiantes que no se hayan familiarizado con el género pueden encontrar la versión gráfica más accesible, ya que sigue siendo el mismo juego, pero más fácil de entender e interpretar a simple vista.

## En línea
Algunos servidores soportan el juego en línea a través de un cliente SSH. Los servidores más conocidos son crawl.akrasiac.org y crawl.develz.org. Recientemente, es posible jugar en línea a la versión con gráficos sin necesidad de instalar el juego, llamada Webtiles, estando disponible en tiles.crawl.develz.org.
Algunas de las características del juego en línea incluyen un rango automático de puntuaciones de todos los jugadores, y una grabación en tiempo real de cada partida para poder ser vista después. También es frecuente encontrarse los fantasmas de otros jugadores en la versión en línea, haciendo que sea mucho más difícil jugar a la versión en línea, ya que el juego crea fantasmas de los jugadores muertos en el ranking. Esto es algo también disponible en el juego en sí, lo que hace de una experiencia más divertida el encontrase con los fantasmas de tus personajes anteriores.
Cada año en agosto, se hace un torneo para todos los jugadores de Stone Soup en los servidores.